# Marxa en mi bemoll major
La Marxa en mi bemoll major per a piano a quatre mans data de 1879 i és la darrera composició de Clara Schumann. Va ser composta en pocs dies en ocasió de les noces d'or de Julius i Pauline Hübner.
Va usar per al primer trio el tema de Robert Schumann Großvater und Großmutter (Avi i Àvia):
"En contrast amb el primer trio on el mode tranquil dels avis envoltats pels seus infants és expressat encantadorament en la música, pel segon trio he tingut el sentiment d'un nostàlgic enyorament de la felicitat del passat, de l'amor de joventut, quan recordava la melodia de Manfred, la qual, com si estigués profundament gravada al meu cor, em venia al cap més sovint que qualsevol altra melodia".